# Cottus pygmaeus
Cottus pygmaeus é uma espécie de peixe da família Cottidae.
É endémica dos Estados Unidos da América.